# Trujillina
Genre
Trujillina est un genre d'araignées aranéomorphes de la famille des Ctenidae.

## Distribution
Les espèces de ce genre se rencontrent en République dominicaine et à Porto Rico,.

## Liste des espèces
Selon World Spider Catalog (version 17.0, 30/05/2016) :
- Trujillina hursti (Bryant, 1948)
- Trujillina isolata (Bryant, 1942)
- Trujillina spinipes Bryant, 1948

## Publication originale
- Bryant, 1948 : The spiders of Hispaniola. Bulletin of the Museum of Comparative Zoology, vol. 100, p. 331-459 (texte intégral).